# Kapelle Obendorf
Die evangelisch-lutherische Kapelle Obendorf steht im Ortsteil Obendorf der Gemeinde Grabfeld im Landkreis Schmalkalden-Meiningen in Thüringen.

## Geschichte
1429 erschien Exdorf als selbstständige Pfarrei mit dem Hinweis, dass zu ihrer Betreuung das Dörfchen Obendorf gehört. In diesem Zusammenhang wird auf das Bestehen einer kleinen Taufkapelle hingewiesen. Die Betreuung der Gläubigen wurde auch über das Patronat und die Pfarrei aus Exdorf durchgeführt. Also sind die Daten beider Kirchen wohl ähnlich.